# Тунгатаровська сільська рада
Тунгата́ровська сільська рада (рос. Тунгатаровский сельский совет) — муніципальне утворення у складі Учалинського району Башкортостану, Росія. Адміністративний центр — село Комсомольськ.

## Історія
До складу сільради була включена ліквідована Старобайрамгуловська сільрада (Азнашево, Кажаєво, Старобайрамгулово, Старобалбуково, Шаріпово, Яльчигулово).

## Населення
Населення — 1887 осіб (2019, 2299 в 2010, 2781 в 2002).

## Склад
До складу поселення входять такі населені пункти:
| Населений пункт             | Населення, осіб (2002) | Населення, осіб (2010) |
| --------------------------- | ---------------------- | ---------------------- |
| Азнашево, присілок          | 10                     | 11                     |
| Кажаєво, присілок           | 74                     | 57                     |
| Комсомольськ, село          | 561                    | 433                    |
| Курама, присілок            | 578                    | 505                    |
| Старобайрамгулово, присілок | 362                    | 281                    |
| Старобалбуково, присілок    | 222                    | 166                    |
| Старомуйнаково, присілок    | 283                    | 237                    |
| Тунгатарово, присілок       | 562                    | 504                    |
| Шаріпово, присілок          | 51                     | 30                     |
| Яльчигулово, присілок       | 78                     | 75                     |